# À la folie (film, 2011)
Pour les articles homonymes, voir À la folie.
Pour plus de détails, voir Fiche technique et Distribution.
À la folie (Like Crazy) est une comédie dramatique américaine de Drake Doremus sortie le 28 octobre 2011. Il est lauréat du Grand prix du jury du Festival de Sundance.

## Synopsis
Anna est britannique, Jacob américain. Ils s'aiment « à la folie » depuis leur rencontre, mais alors que le visa de la jeune femme expire, elle décide de rester, allant ainsi contre la loi. Il s'ensuit une interdiction de séjour aux États-Unis qui met leur amour à mal.

## Fiche technique
- Titre original : Like Crazy
- Titre français : À la folie
- Réalisation : Drake Doremus
- Scénario : Drake Doremus, Ben York Jones
- Direction artistique : Rachael Ferrara
- Décors : Katie Byron
- Costumes : Mairi Chisholm
- Photographie : John Guleserian
- Son : Andy Hay
- Montage : Jonathan Alberts
- Musique : Dustin O'Halloran
- Production : Jonathan Schwartz et Andrea Sperling
- Société(s) de distribution : Paramount Vantage (États-Unis), Amazon Prime Video (France)
- Budget : 250 000 $
- Pays d’origine :  États-Unis
- Langue : Anglais
- Format : Couleurs - 1.78:1 - son Dolby Digital
- Genre cinématographique : Comédie dramatique
- Durée : 90 minutes
- Date de sortie :
  -  États-Unis : 22 janvier 2011 (festival du film de Sundance)
  -  États-Unis : 28 octobre 2011
  -  France : 15 juillet 2012 (en VOD)

## Distribution
- Anton Yelchin (VFB : Christophe Hespel) : Jacob
- Felicity Jones (VFB : Mélanie Dermont) : Anna
- Jennifer Lawrence : Samantha
- Charlie Bewley : Simon
- Alex Kingston : Jackie
- Oliver Muirhead : Bernard
- Finola Hughes : Liz
- Chris Messina : Mike Appletree
- Ben York Jones : Ross
- Jamie Thomas King : Elliot
- Katie Wallack : Alex

## Box-office
Produit à environ 703 372 $, Like Crazy a rapporté plus de 3 000 000 $, rien qu'aux États-Unis. 
| Pays ou région | Box-office  | Date d'arrêt du box-office | Nombre de semaines |
| -------------- | ----------- | -------------------------- | ------------------ |
| États-Unis     | 3 377 287 $ | 4 janvier 2012             | 10                 |
| Mondial        | 3 542 353 $ | 18 mars 2012               | —                  |

## Réception critique
Like Crazy reçoit en majorité des critiques positives. L'agrégateur Rotten Tomatoes rapporte que 72 % des 114 critiques ont donné un avis positif sur le film, avec une moyenne assez bonne de 6,6/10 . L'agrégateur Metacritic donne une note de 70 sur 100 indiquant des « critiques positives » .

## Distinctions

### Récompenses
- Festival du film de Sundance
  - Grand prix du Jury
  - Prix spécial du jury pour Felicity Jones
- Gotham Independent Film Awards
  - Meilleure performance féminine pour Felicity Jones
- National Board of Review
  - Meilleure actrice pour Felicity Jones

### Nominations
- Detroit Film Critics Society
  - Meilleure actrice pour Felicity Jones